# Cryptarrhena guatemalensis
Cryptarrhena guatemalensis är en orkidéart som beskrevs av Rudolf Schlechter. Cryptarrhena guatemalensis ingår i släktet Cryptarrhena, och familjen orkidéer. Inga underarter finns listade i Catalogue of Life.